# Sorex
Sorex är ett däggdjurssläkte i familjen näbbmöss. De flesta näbbmusarterna som förekommer i norra Europa tillhör släktet. Hela antalet arter ligger omkring 80.
Det vetenskapliga släktnamnet är det latinska ordet för näbbmus.

## Kännetecken
Arterna i släktet når en kroppslängd mellan 46 och 100 millimeter och därtill kommer en 25 till 82 millimeter lång svans. Vikten ligger mellan 2 och 18 gram. Pälsens färg varierar mellan sandfärgade och svart, hos vissa arter finns mönster. Ögonen är små och även ytteröronen är nästan gömd i pälsen. Hos vuxna individer saknar svansen ofta hår. De har 30 till 32 tänder som kännetecknas av en rödaktig tandemalj.
På varje sida av överkäken förekommer, förutom framtänder och kindtänder, fem enkla tänder med en spets (istället för en hörntand). Framtänderna i över- och underkäken är ganska stora. Knölarna på premolaren och på de första två molarerna bildar ett W. Tandformeln är oftast I 1/1, enkla tänder eller hörntand 5/1, P 1/1, M 3/3, alltså 32 tänder. Vissa avvikelser kan förekomma.

## Utbredning och habitat
Dessa näbbmöss förekommer i Europa, i norra och centrala delar av Asien samt i Nord- och Centralamerika (ner mot Guatemala). De lever i olika habitat men föredrar våta områden.

## Levnadssätt
Individerna kan vara aktiva på dagen och på natten. Med undantag av den vanliga näbbmusen (Sorex araneus) gräver de sällan i marken. Några arter som Sorex palustris och Sorex bendirii har anpassad sig till ett liv vid vattnet.
Arterna har liksom alla näbbmöss en hög ämnesomsättning. De äter främst insekter, maskar, snäckor och spindeldjur. Dessutom ingår kadaver och några växtdelar i födan. Honor kan para sig flera gånger per år under de varma månader och per kull föds upp till 12 ungar. Före födelsen byggs ett klotrunt näste av växtdelar. Ungarna diar sin mor 3 till 5 veckor. Hos flera arter bildar ungarna vid utflykter en karavan. Varje unge håller sig med tänderna fast i stjärten på individen framför.

## Hot
Flera arter hotas genom förstöringen av levnadsområdet. IUCN listar S. stizodon och S. sclateri som akut hotade (critically endangered), flera andra arter listas som sårbar eller nära hotad.